# Andreas de Florentijn
Andreas de Florentijn is een Belgische stripreeks van scenarist Jean Dufaux en tekenaar Edouard Aidans. Het eerste nummer verscheen in november 2001 bij uitgeverij Dargaud. Het derde nummer werd ingekleurd door Béatrice Monnoyer.